# Шак, Фридрих-Август
Фридрих-Август Шак (нем. Friedrich-August Schack; 27 марта 1892 — 24 июля 1968) — немецкий офицер, участник Первой и Второй мировых войн, генерал пехоты, кавалер Рыцарского креста с Дубовыми листьями.

## Первая мировая война
6 августа 1914 года — поступил добровольцем на военную службу (прервав обучение на священника), в гусарский полк. С сентября 1915 — лейтенант, в пехотном полку. За время войны награждён Железными крестами обеих степеней. Был ранен.

## Между мировыми войнами
Продолжил службу в рейхсвере. К началу Второй мировой войны — командир пулемётного батальона, подполковник.

## Вторая мировая война
В сентябре-октябре 1939 года — участвовал в Польской кампании. Награждён планками к Железным крестам обеих степеней (повторное награждение). С января 1940 года — командир пехотного полка.
В мае - июне 1940 года — участвовал во Французской кампании. С октября 1940 года — полковник.
С 22 июня 1941 года — участвовал в германо-советской войне, 24 июля 1941 года — награждён Рыцарским крестом.
С октября 1942 года — начальник военного училища (Потсдам).
С мая 1943 года — командир 216-й пехотной дивизии (в районе Орла). С июля 1943 года — генерал-майор. С декабря 1943 года — командир 272-й пехотной дивизии (во Франции).
С января 1944 года — генерал-лейтенант. В сентябре 1944 года — награждён Дубовыми листьями к Рыцарскому кресту (за бои в Нормандии), назначен командующим 81-м армейским корпусом. В ноябре - декабре 1944 года — командующий 85-м армейским корпусом. Затем — в командном резерве.
С 26 марта 1945 года — командующий 32-м армейским корпусом (на Восточном фронте, в районе Штеттина). С 20 апреля 1945 года — в звании генерал пехоты. После капитуляции Германии — сдался в британский плен (отпущен на свободу в марте 1948 года).

## Награды
- Железный крест 2-го класса (22 марта 1916) (Королевство Пруссия)
- Железный крест 1-го класса (29 марта 1918) (Королевство Пруссия)
- Нагрудный знак «За ранение» (1918) чёрный
- Орден «За военные заслуги» 5-го класса (Царство Болгария)
- Почётный крест Первой мировой войны 1914/1918 с мечами
- Медаль «В память 1 октября 1938 года»
- Пряжка к Железному кресту 2-го класса (10 октября 1939)
- Пряжка к Железному кресту 1-го класса (25 июня 1940)
- Медаль «За зимнюю кампанию на Востоке 1941/42»
- Рыцарский крест Железного креста с дубовыми листьями
  - рыцарский крест (24 сентября 1941)
  - дубовые листья (№ 597) (21 сентября 1944)
- Упоминание в Вермахтберихт (4 и 27 августа 1944)